# 연세의학저널
연세의학저널(Yonsei Medical Journal)은 1960년 경부터 연세대학교 의과대학에서 발행하는 종합 의학학술지이다. 격월로 발행되며, 임상 또는 기초 연구를 기반으로 의학과 관련된 모든 분야를 다루고 있다. 편집장은 최인홍이다.